# Bạch Tuyết và Hồng Hoa (phim 1979)
Bạch Tuyết và Hồng Hoa (tiếng Đức: "Schneeweißchen und Rosenrot", Xơ-ni-vếp-xkhơn ăng Rơ-gien-rơ-tơ) là một bộ phim kinh điển thuộc thể loại thần tiên - cổ tích của Điện ảnh CHDC Đức.
Bộ phim dựa trên nội dung câu chuyện cùng tên rất nổi tiếng của anh em nhà Grimm.

## Nội dung
Hai chị em trẻ Bạch Tuyết và Hồng Hoa, sống với mẹ trên các cạnh của một khu rừng núi. Khu vực này gần như bỏ hoang, bởi vì - người ta nói - nơi một linh hồn ma quỷ trong một đường hầm núi sẽ gây hại cho người dân.
Hai cô đã hái quả cà phê quen thuộc của Thần núi. Bộ râu dài của ông ta đã bị bắt trong các ngành, để tự do, lão thực sự bực tức.
Hai hoàng tử trẻ tuổi đã nghe nói về tin đồn này, hỏi cũng cho các chị em và tìm cách để các hang động để khám phá bí mật của họ.
Trong đường hầm, họ gặp Thần núi, những người đuổi đi bởi ma thuật để mang về một hòn đá rơi xuống từ đường hầm. Bên ngoài, các anh em muốn nhúng trong một mùa xuân núi, và uống nước từ tinh thần say mê núi. Hoàng tử Cả là chuyển đổi thành một con gấu, người em thành một con chim ưng.
Khi mùa đông qua, các loài động vật của rừng của hai chị em được cho ăn - hoàng tử chuyển đổi. Thần núi, là sau khi ông đã nhận thấy rằng điên giận - và làm cho một sai lầm. Ông qua đời do một lỗi chính tả của riêng. Sau khi chết, hai anh em quay lại kết hôn với Bạch Tuyết và Hồng Hoa.

## Diễn viên
- Julie Juristová... Bạch Tuyết
- Katrin Martin... Hồng Hoa
- Pavel Trávnícek... Hoàng tử Michael
- Bodo Wolf... Hoàng tử Andreas
- Hans-Peter Minetti... Thần núi
- Johannes Wieke... Matthias - cha
- Annemone Haase... mẹ
- Hajo Mende... Klaus
- Pedro Hebenstreit... con Gấu
- Helmut Schreiber... Bertram
- Erich Löwel... Dietmar
- Erik S.Klein... đức vua

## Ê-kíp
- Giám đốc sản xuất: Wolfgang Rennebarth
- Âm nhạc: Peter Gotthardt
- Dựng phim: Siegfried Mogel